# Lettera VII

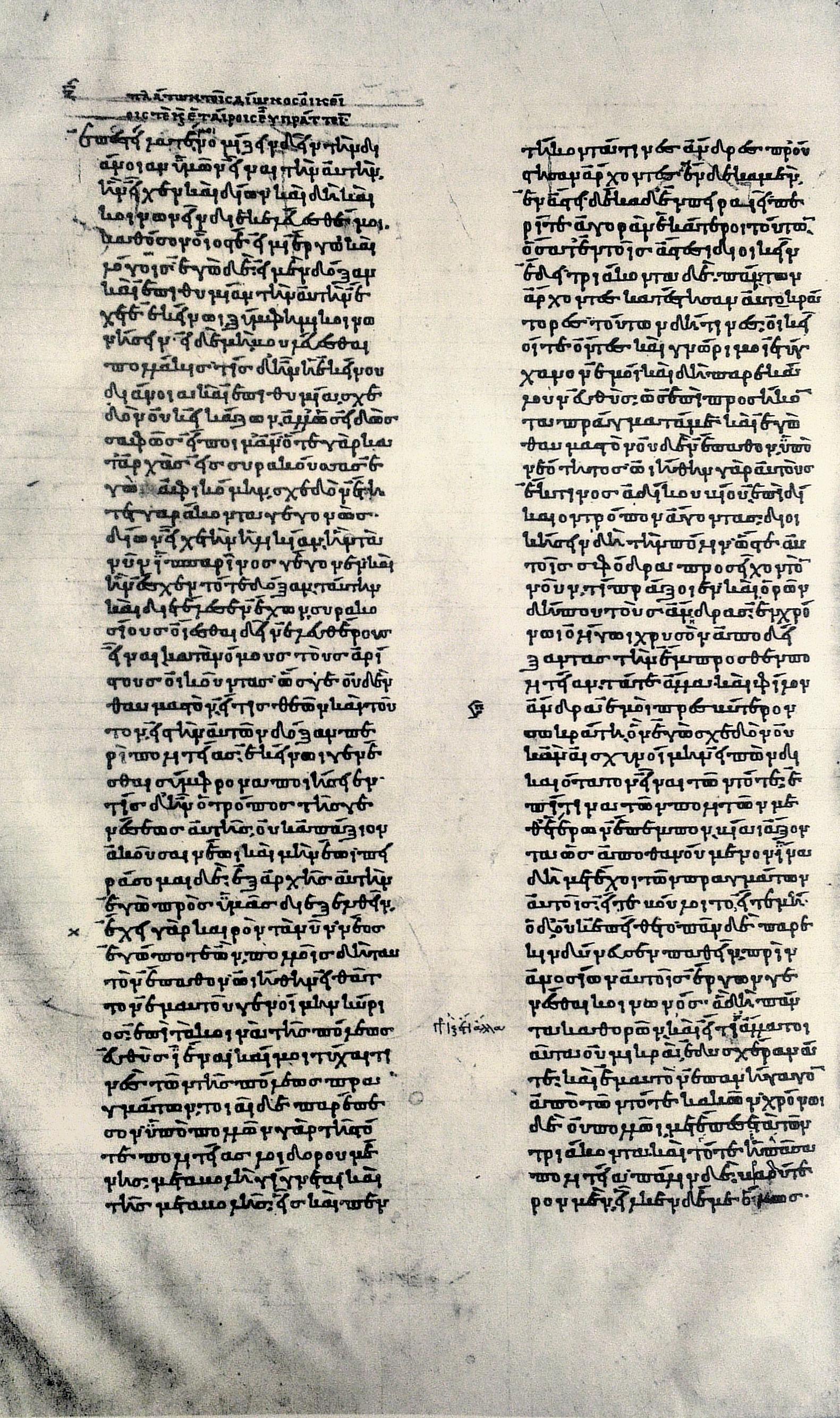
L'inizio della Lettera VII in un manoscritto medievale (IX secolo), il più antico che sia stato conservato (Parigi, Bibliothèque Nationale, Codex Parisinus graecus 1807)

La Lettera VII, insieme alla Lettera VIII, è un'epistola che la tradizione attribuisce a Platone. Scritta in prima persona, è di gran lunga la più lunga delle epistole del pensatore ateniese e offre un resoconto autobiografico delle sue attività in Sicilia nell'ambito degli intrighi tra Dione e Dionigi di Siracusa per la tirannia di Siracusa. Contiene anche un lungo intermezzo filosofico riguardante la possibilità di scrivere vere opere filosofiche e la teoria delle forme. Supponendo che la lettera sia autentica, fu scritta dopo l'assassinio di Dione da parte di Callippo nel 353 a.C. e prima che quest'ultimo venisse a sua volta rovesciato un anno dopo.
Oggi viene reputata dalla maggioranza degli studiosi l'unica delle tredici lettere attribuibile al filosofo ateniese. Nella lettera, Platone narra le principali fasi della sua formazione filosofica e politica, soffermandosi in particolare sul fallimento dei tre tentativi fatti a Siracusa per cercare di riformare la città, ponendovi a capo un re filosofo. La lettera è infatti la più importante fonte sui viaggi di Platone in Sicilia, poiché essa ha un impianto sostanzialmente autobiografico e il suo nucleo narrativo è rappresentato proprio dai tre viaggi.

## Data di composizione e attribuzione
La lettera appartiene ad un corpus di tredici epistole, che la tradizione ha a lungo attribuito a Platone. Tutte le lettere (tranne la V, la VI, la XI e la XIII) si riferiscono direttamente alle vicende siciliane. La I, la II, la III, ma anche la XIII, sono indirizzate a Dionisio II; la IX e la XII ad Archita di Taranto; la X ad Aristodoro, un amico di Dione.
La VII (come l'VIII) era indirizzata "ai parenti e agli amici di Dione" (τοῖς Δίωνος οἰκείοις τε καὶ ἑταίροις) e menziona la morte di Dione, avvenuta per mano di Callippo nel giugno 354 a.C. Inoltre, essa presuppone che Callippo fosse al potere, per cui deve essere stata redatta prima del luglio 353 a.C., quando fu spodestato da Ipparino. La Lettera VIII deve essere di poco successiva. Se non composta da Platone, è ragionevole pensare che l'autore sia stato comunque un suo familiare o una persona a lui molto vicina, tanto da poter conoscerne a fondo la personalità e la vita: in questo caso si è ipotizzato che a scrivere la Lettera VII possa essere stato Speusippo.

## Gli intenti politici di Platone in Sicilia

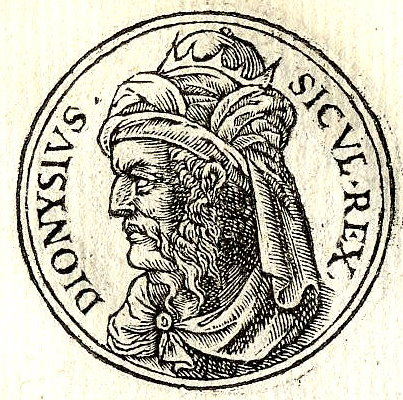
Dionisio I di Siracusa

I parenti del defunto Dione scrivono a Platone per avere da lui qualche consiglio. Nel rispondere, il filosofo approfitta dell'occasione per ricordare la sua gioventù, il suo iniziale interesse per la politica e il suo distacco da essa a seguito del fallimento del regime dei Trenta Tiranni e della morte di Socrate, da cui la decisione di dedicarsi alla filosofia. Platone ricorda infatti di essere stato invitato dai parenti ad entrare a far parte del governo di Atene durante la tirannide dei Trenta, verso cui nutriva grandi speranze per il risanamento della polis. Grande però fu la delusione quando il loro governo si dimostrò di gran lunga peggiore dei precedenti, e la delusione si accrebbe ancor di più quando la rinata democrazia, più moderata, finì col condannare a morte Socrate, l'uomo più savio di Atene, che in più di un'occasione si era rifiutato di compiere le nefandezze ordinategli dai Trenta. Amareggiato da tanta corruzione morale, Platone decise allora di dedicarsi alla filosofia (326b). Non per questo però si dimenticò della politica, ma anzi cercò a più riprese di dare concretezza ai suoi progetti, così da non essere ricordato come un semplice «facitore di parole» (328c).
L'occasione per mettere in pratica i suoi progetti gli fu offerta da Dione, il quale gli scrisse per chiedergli di aiutarlo a riformare la città di Siracusa. Platone narra così dei suoi viaggi in Italia meridionale, a Taranto da Archita e soprattutto a Siracusa ospite di Dione, il quale lo presentò al tiranno Dionisio il Vecchio, e in seguito al figlio Dionisio il Giovane. Tuttavia, dai tre viaggi che fece non ottenne niente, se non di essere tenuto quasi come un prigioniero da Dionisio il Giovane.
L'intento di Platone e Dione era di istruire l'ancora giovane Dionisio II alla filosofia, in modo da poter istituire un nuovo governo retto da un re filosofo. Tuttavia, i due si dovettero scontrare con le macchinazioni di corte, che miravano a diffondere falsità e calunnie nei loro confronti. Lo stesso Dionisio tenne un comportamento decisamente ambiguo: da un lato affermò di nutrire interesse per la filosofia e amicizia verso Platone, ma al contempo si lasciò influenzare dalle maldicenze di corte e finì con l'esiliare Dione e far allontanare Platone. Le cose poi peggiorarono con il terzo viaggio, quando Dionisio invitò nuovamente Platone a Siracusa e spedì addirittura una nave a prelevarlo da Atene. Tuttavia, appena giunto in Sicilia la situazione precipitò a causa di alcune sommosse militari. Inoltre, Platone si inimicò il sovrano sostenendo di fronte a lui i diritti di Dione, con il risultato di essere costretto a rimanere, ospite sgradito, a Siracusa, senza poter tornare in patria e per di più rischiando la propria vita. Tornato infine ad Atene grazie all'aiuto dell'amico Archita, Platone maledisse la sua scelta di andare a Siracusa e perse i contatti con Dione, il quale, tornato poi in Sicilia, riuscì a detronizzare Dionisio e prendere il potere, ma morì in seguito a una congiura.

## La critica della scrittura e le «dottrine non scritte»
Oltre ai temi biografici e politici, la Lettera VII ha attirato l'interesse degli interpreti contemporanei anche per la critica della scrittura in essa contenuta, che può senz'altro essere messa in relazione con Fedro 274b-276a. In particolare, a destare attenzione è il passo 341c, in cui Platone dice:
(Trad.: A. Maddalena, Roma-Bari 1966)
E ancora, in 344c:
(Trad.: A. Maddalena, Roma-Bari 1966)
Platone sembra dire che vi sarebbero delle dottrine della massima importanza, che però non possono essere comunicate per iscritto per via della debolezza intrinseca di questo mezzo, e che devono essere tenute nascoste ai più, perché incapaci di comprenderle. Alla ricostruzione di queste «dottrine non scritte» (agrapha dogmata) si sono dedicati, a partire dagli anni ottanta del XX secolo, gli studiosi facenti parte della cosiddetta Scuola di Tubinga. Secondo questi interpreti, professori nelle università di Tubinga (Krämer, Gaiser, Szlezák) e Cattolica di Milano (Giovanni Reale, Maurizio Migliori e Giuseppe Girgenti), vi sarebbe una dottrina segreta che Platone ha preferito comunicare solo oralmente e solo ai propri allievi, alla quale avrebbe fatto riferimento di tanto in tanto nei dialoghi e che è possibile ricostruire attraverso le testimonianze di Aristotele e pochi altri (Sesto Empirico, Alessandro di Afrodisia, Aristosseno). Fare luce su queste dottrine significa pervenire al cuore stesso della filosofia platonica, allontanandosi dall'interpretazione tradizionale per fornirne una nuova e rivoluzionaria (quello che questi studiosi chiamano «nuovo paradigma ermeneutico»), in grado di risolvere molti dei problemi interpretativi più dibattuti. La nuova immagine di Platone che ne risulta supera il dualismo oggetti sensibili/realtà ideale, mostrando come la stessa dottrina delle idee sia solo una parte di una più ampia e complessa dottrina dei princìpi.
Tuttavia, va detto che questa interpretazione così rivoluzionaria non è accettata da tutti gli studiosi, ma, anzi, la sua comparsa è stata accompagnata da vivaci polemiche. Questo perché le critiche alla scrittura di cui si è detto non rimandano necessariamente all'esistenza di una sapienza segreta. In particolare, molti studiosi fanno notare che nei passi citati Platone avrebbe più semplicemente voluto dire che la verità non si apprende banalmente dai libri o dai testi scritti in generale, bensì dall'indagine interiore e dal dialogo continuo; ed essendo una conquista dell'anima, «essa non si può in alcun modo comunicare, ma come fiamma si accende da fuoco che balza» (341c-d). In questo senso, i dialoghi non avrebbero valore ultimativo, poiché la ricerca filosofica deve essere continuata al di là dello scritto, nell'anima, e la sua acquisizione è un evento immediato e improvviso, non comunicabile. D'altra parte, la stessa incomunicabilità di queste dottrine porterebbe a pensare che non solo la scrittura, ma anche l'oralità non sia in grado di trasmetterle. Infine, per quanto riguarda la ricostruzione di queste dottrine orali, in molti hanno messo in dubbio la validità delle testimonianze di Aristotele e Sesto Empirico – il primo perché scrisse quei passi animato da spirito teoretico e non storiografico, interessato cioè a confrontarsi con le teorie dei predecessori reinterpretandole alla luce della sua filosofia, e il secondo, nonostante un diverso approccio alle dottrine precedenti, perché vissuto molti secoli dopo Platone.

## Autenticità della lettera
Diogene Laerzio (III, 61-62) riporta che Aristofane di Bisanzio, alla fine del III secolo a.C., inseriva le Lettere nella sua edizione delle opere platoniche insieme al Critone e al Fedone, e questa è la prima attestazione conosciuta dell'esistenza del corpus. È probabile che Aristofane si sia rifatto ad una raccolta curata in ambiente accademico, ma non è noto quante e quali lettere egli includesse nel proprio canone. La pubblicazione del papiro 1 Worp  (v. oltre) da parte del papirologo Claudio Gallazzi, tuttavia, ha rivelato che la Lettera VIII era riportata già in libri che circolavano nella prima età ellenistica (prima metà del III secolo a.C.); dato lo stretto e indubitabile legame tra la Lettera VII e la VIII, è molto plausibile che le due lettere facessero parte del canone di cui parla Aristofane. Una silloge più ampia, che contiene lettere senz'altro spurie, è stata poi inclusa nella nona tetralogia dell'edizione degli scritti di Platone ad opera di Trasillo di Mende (I secolo d.C.). Sul canone di Trasillo, Diogene offre maggiori informazioni, indicando numero e destinatari, che sono gli stessi del corpus conosciuto oggi. È Cicerone, alla metà del I secolo a.C., l'autore che per primo mostra di ritenere autentica la Lettera VII, riportandone un passo fedelmente tradotto (326bc) e definendola «praeclara epistula Platonis ad Dionis propinquos» (Tusculanae disputationes, V, 35, 100). Certamente, però, la preoccupazione per l'autenticità delle lettere non poté per gli antichi essere quella dei moderni. Esse dovettero essere ritenute autentiche in tutta l'antichità, ad eccezione della Lettera XII, forse inclusa nel canone solo successivamente (cioè nel I secolo d.C.), ed ebbero immensa fortuna. I Prolegomena (XVI) riportano che l'intero corpus era ritenuto spurio da Proclo (V secolo d.C.), il quale del resto riteneva spurie anche la Repubblica e le Leggi: i dubbi sull'autenticità del corpus nascono con lui. La posizione di Proclo resterà però inascoltata, almeno fino al Rinascimento, quando Marsilio Ficino sceglie di non tradurre in latino la Lettera XIII, ritenendola spuria.
Alla Lettera VII si rifà quasi certamente Plutarco (I-II secolo d.C.) per scrivere il suo ritratto di Dione nelle Vite parallele. Di certo, ne cita testualmente alcuni passi e lo stesso fa con la IV e la XIII, mostrando di ritenerle autentiche. Dionigi di Alicarnasso (I secolo a.C.) in più passi fa riferimento alle Lettere. Numerosissimi sono i riferimenti all'epistolario tra i retori, i grammatici e gli storici greci della tarda antichità: Publio Elio Aristide, Stobeo, Ateneo di Naucrati, Galeno, Luciano, il De elocutione di Demetrio, Claudio Eliano, Timeo Sofista, Plotino, Giuliano.
Nel XIX secolo, le lettere sono state generalmente bollate come false, con l'eccezione di George Grote, mentre Eduard Zeller rappresenta il capofila degli scettici. È a partire dalla prima metà del XX secolo che il dibattito si ravviva: con varie sfumature e distinguo, a favore dell'autenticità scrissero Hans Ræder, Eduard Meyer, Constantin Ritter, Ulrich von Wilamowitz-Moellendorff, Otto Apelt, Ernst Howald, Levi Arnold Post, Joseph Souilhé, Richard Stanley Bluck, Glenn R. Morrow, Giorgio Pasquali, Kurt von Fritz e Margherita Isnardi Parente; contro l'autenticità si espressero Gerhard Müller, Paul Shorey, George Boas, Antonio Maddalena, Peter Astbury Brunt, Harold Cherniss, Ludwig Edelstein, Elizabeth Gwyn Caskey, Norman Gulley, Malcolm Schofield, nonché Myles Burnyeat e Michael Frede.
Chi obietta sull'autenticità della Lettera VII ipotizza che il falsario abbia attinto ai dialoghi platonici, riversando nel testo motivi polemici propri dell'ambiente dell'Accademia. Chi invece sostiene l'autenticità della lettera rimarca l'aderenza del testo al resto della produzione platonica, arguendo che, se non proprio di Platone si tratta, quanto meno l'autore deve essere stato persona a lui assai prossima, come ad esempio il nipote Speusippo. Se tale seconda ipotesi è valida, la lettera acquista un grande valore documentario.
Boas, ad esempio, sottolinea che è assai strano che un autore come Platone, che ha scritto due trattati di politica (La Repubblica e Le leggi), non faccia la minima menzione dell'esperienza siciliana. E lo stesso curioso silenzio arriva da Aristotele (che pure ha scritto di politica). Considerando che tra la morte di Platone e l'edizione di Aristofane sono passati 125 anni o più, non è difficile ipotizzare che le tredici lettere siano state contraffatte. Analizzando i punti della Lettera VII che riecheggiano passaggi dai dialoghi, Boas osserva che in molti casi l'autore della lettera fraintende tali passaggi o ne rovescia il significato. Inoltre, a parere di Boas, è possibile intravedere alcuni "echi aristotelici" nel testo della lettera, in particolare nella nota "digressione filosofica" (341a-345c), come nel caso della parola ἐπιχείρησιν (in 341e, da Topici, 111 b, 16; 139 b, 10) e l'espressione τὸ ποιόν τι (342e), una classica invenzione aristotelica. A Boas ha risposto Bluck, cercando di confutare tutti i punti.
Luciano Canfora si dichiara convinto dell'autenticità della Lettera VII e riconosce in essa un ben definito indirizzo politico che Platone intendeva realizzare in Sicilia. Canfora ritiene inoltre che il papiro 1 Worp sia una ulteriore e fortissima prova a favore dell'autenticità della lettera. Al riguardo, scrive Filippo Forcignanò:

## Edizioni italiane
- (GRC, IT) L'utopia del potere (La settima lettera), a cura di Paulo Butti de Lima, traduzione di Maria Grazia Ciani, Venezia, Marsilio, 2015, ISBN 978-88-317-2043-4.
- (GRC, IT) Settima lettera, a cura di Filippo Forcignanò, Roma, Carocci, 2019, ISBN 978-88-430-9902-3.